# 托雷德尔维耶尔索
托雷德尔维耶尔索，是西班牙卡斯蒂利亚-莱昂莱昂省的一个市镇。 总面积119平方公里，总人口2782人（001年），人口密度23人/平方公里。